# 陳仲述
陳仲述（14世紀—14世紀），名繼先，字仲述，以字行，江西吉安府泰和縣柳溪人，明朝政治人物。

## 生平
陳仲述是洪武十七年（1384年）的舉人，十八年（1385年）聯捷進士，獲授監察御史，為官廉潔，十年內一如布衣書生，同年進士擅長古文者都推薦他，懿文太子朱標稱他「陳古文」，死後沒有產業，兒子陳賞成永樂九年進士。

## 引用
1. 1 2  光緒《泰和縣志·卷十六·列傳》：陳仲述，名繼先，以字行，登洪武進士，授監察御史，篤志潔修，居官十年一布被猶書生時故物，時進士名能古文者皆推仲述，懿文太子稱之曰「陳古文」。既卒無產業。子賞力學無資……旦夕督勵得登第（永樂九年進士）……萬厯志。
2. ↑  光緒《泰和縣志·卷十二·選舉》：洪武十七年 甲子 鄉試……陳仲述 柳溪人，進士……洪武十八年 乙丑 丁顯榜……陳仲述 御史，有傳